# Matt Warburton
Matt Warburton est un scénariste de télévision américain né en 1978. Il a grandi dans le nord de l'Ohio. Il a un diplôme de l'Université Harvard en neurosciences cognitives.
Il a travaillé pendant onze ans en tant que scénariste et coproducteur délégué pour Les Simpson. Il travaille actuellement sur la série The Mindy Project.

## Filmographie

### PourLes Simpson
| Année | Titre                                 | Titre original                                    | Saison | Épisode | Réalisateur      |
| ----- | ------------------------------------- | ------------------------------------------------- | ------ | ------- | ---------------- |
| 2002  | To Bart or not to Bart                | Tales from the Public Domain                      | 13     | 14      | Mike B. Anderson |
| 2003  | Le Gay Pied                           | Three Gays of the Condo                           | 14     | 17      | Mark Kirkland    |
| 2004  | Boire et déboires                     | Co-Dependent's Day                                | 15     | 15      | Bob Anderson     |
| 2005  | Le Père, le Fils et le Saint d'esprit | THe Father, the Son, and the Holy Guest Star      | 16     | 21      | Michael Polcino  |
| 2006  | C'est moi qui l'ai fait !             | Please Homer, Don't Hammer 'Em                    | 18     | 3       | Mike B. Anderson |
| 2006  | Moe nia Lisa                          | Moe'N'a Lisa                                      | 18     | 6       | Mark Kirkland    |
| 2007  | Tous les huit ans                     | Springfield Up                                    | 18     | 13      | Chuck Sheetz     |
| 2008  | Simpson Horror Show XIX               | Treehouse of Horror XIX                           | 20     | 4       | Bob Anderson     |
| 2010  | Éolienne et cétacé                    | The Squirt and the Whale                          | 21     | 9       | Mark Kirkland    |
| 2011  | La Grande Simpsina                    | The Great Simpsina                                | 22     | 8       | Chris Clements   |
| 2012  | Un truc super à ne jamais refaire     | A Totally Fun Thing That Bart Will Never Do Again | 23     | 19      | Chris Clements   |

### Autres
- 2012 : Community (10 épisodes)
- 2012-2016 : The Mindy Project (77 épisodes)

## Récompenses
- 2003 : Primetime Emmy Award du meilleur programme d'animation de moins d'une heure pour l'épisode Le Gay Pied